# 文茜小妹大
《文茜小妹大》是臺灣中天新聞台的政論談話性節目，主要採錄影播出，如有重大新聞則採LIVE播出。主持人為陳文茜，於2001年8月13日開播，2009年12月28日停播。

## 大事紀
- 2001年8月13日，中天新聞台政論節目《文茜小妹大》開播。
- 2004年2月20日，「文茜小妹大–文茜遇上駭客校園開講」的活動，在晚間六時至八時在台大第二學生活動中心錄影，中視將於當晚十時至十二時全程錄影轉播，因此「文茜小妹大」延長一小時，原在十一時播出的單元劇「我本善良」則暫停一次。[1]
- 2006年起，《文茜小妹大》在中天新聞台與中視無線台同時段播出；2006年末，陳文茜自己決定停掉《文茜小妹大》；2006年12月28日，《文茜小妹大》播出最後一集。
- 2007年5月21日，《文茜小妹大》因應2008總統大選，陳文茜幾經思索決定在中天新聞台複播，口號是：「2008年，決定台灣經濟最後一次機會。」
- 2008年6月2日起，《文茜小妹大》改為周報，每週一在中天新聞台播出，一次播出兩小時。2008年8月18日起，因為陳水扁家庭洗錢案爆發，恢復成為星期一至四每晚10點播出。2008年9月1日起，改回每週一晚間10點播出。至2008年9月29日止，《文茜小妹大》總計共播出1000集。
- 2008年6月24日，中天新聞台晚間的政論時段又增添一位重量級的政論家趙少康，《文茜小妹大》節目時段將調整為每週一晚間九點至十一點，週二至週五晚間十點全由趙少康的「中天駭客趙少康」接棒。[2] [3]
- 2009年12月28日，《文茜小妹大》播出第1071集，為最後一集。她在節目中表示，《小妹大》將在1071集暫時和台灣所有觀眾道別，而她同一個節目做了10年，也想好好休息一下。[4]

## 播出時間

### 首播
| 頻道       | 所在地 | 播映日期                     | 播出時間               |
| ---------- | ------ | ---------------------------- | ---------------------- |
| 中天新聞台 | 台灣   | 2001年8月13日-2009年12月28日 | 週一至週五 22:00-23:00 |